# کابل سه‌محور

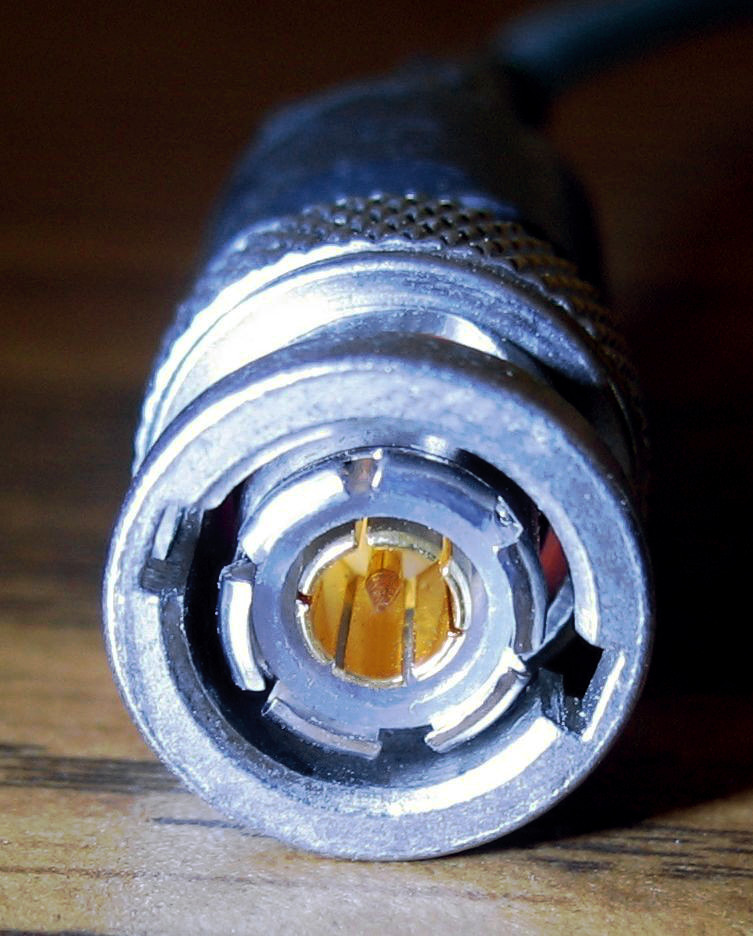
کانکتور سه‌آسه بی‌ان‌سی. انواع جدیدتر به‌جای دوتا که در این‌جا برای جلوگیری از اتصال تصادفی با رابط بی‌ان‌سی معمولی استفاده می‌شوند، سه گوشک قفلی دارند.

کابل سه‌محور (به انگلیسی: Triaxial cable) که اغلب به اختصار تریاکس (به انگلیسی: triax) یا سه‌آسه نامیده می‌شود، نوعی کابل الکتریکی شبیه به کابل کواکسیال است، اما با افزودن یک لایه عایق اضافی و یک غلاف رسانای دوم. سه‌آسه پهنای‌باند و حذف تداخل بیشتری نسبت به کابل هم‌محور فراهم می‌کند، اما گران‌تر است.

## کاربردها

### در صنایع تلویزیونی
رایج‌ترین استفاده از کابل سه‌محور در صنعت تلویزیون به عنوان کابل اتصال بین دوربین و واحد کنترل دوربین آن (CCU) است. غلاف بیرونی معمولاً به عنوان رسانای زمین محافظ استفاده می‌شود. مغزی سیم هم اتصالات الکتریکی و هم سیگنال را فراهم می‌کند و برگشت الکتریکی از طریق صفحه داخلی تأمین می‌شود. از طریق مالتی‌پلکس‌سازی تقسیم فرکانسی، دوربین می‌تواند سیگنال‌های صوتی و تصویری را در امتداد سه‌محور ارسال کند، در حالی که CCU می‌تواند اطلاعات کنترل دوربین، مانند تنظیمات نوردهی، مخابره‌داخلی، صوت و تصویر برگشتی (معمولاً مربوط به برنامه) و تالی (سیگنالی که به اپراتور هشدار می‌دهد که دوربینش روی آنتن است) را ارسال کند.
مکان‌هایی که معمولاً میزبانِ تولیدات تلویزیونی هستند، مانند میدان‌های ورزشی، معمولاً دارای کابل‌های سه‌آسه هستند که از محل کامیون تلویزیون به مکان‌های دوربین مشترک در سراسر ساختمان کشیده می‌شوند. این برای بازدید خدمه تلویزیونی راحت است که می‌توانند به جای اینکه کابل‌های خود را جابجاکنند و بعد از پخش‌همگانی آن‌ها را جداکنند، به سادگی به کابل‌های موجود متصل شوند.
- در سال ۱۹۹۲ ان وی فیلیپس، بردا جایزه دستاورد برجسته در توسعه فنی/مهندسی را از آکادمی ملی علوم و هنرهای تلویزیونی برای فناوری کابل سه‌آسه برای دوربین‌های تلویزیونی رنگی دریافت کرد. همچنین Norelco و BTS را ببینید[۳]

### تنزل سه‌آسه در صنایع تلویزیونی
با افزایش نیاز به پهنای‌باند توسعه‌هایی مانند 4K/یواچ‌دی‌تی‌وی، اچ‌اف‌آر (نرخ فریم بالا) و اچ‌دی‌آر (محدوده دینامیکی بالا) استفاده از سه‌آسه در صنعت تلویزیون رو به کاهش است. اکثر دوربین‌های پخش اخیراً توسعه‌یافته از تولیدکنندگان پیشرو دارای فیبرهای تک‌مُد ترکیبی و هسته‌های الکتریکی مسی هستند که جایگزین اتصالات قدیمی‌تر سه‌آسه می‌شوند. مزیت‌های ترکیب مس/فیبر نسبت به کابل سه‌آسه ایمنی در برابر نویز به دلیل ایزوله نوری و پهنای‌باند بسیار بالا است.

### اندازه‌گیری‌های جریان
کاربرد دیگر کابل‌های سه‌محور برای پراب‌هایی است که اندازه‌گیری‌های دقیق جریان‌کم را انجام می‌دهند که در آن جریان نشتی از طریق عایق بین هسته و شیلد معمولاً اندازه‌گیری‌ها را تغییر می‌دهد. هسته (معروف به مغزی) و شیلد داخلی (معروف به محافظ) تقریباً در پتانسیل الکتریکی یکسانی توسط یک بافر/پیرو ولتاژ نگه داشته می‌شوند، بنابراین جریان نشتی بین آنها برای همه اهداف عملی، با وجود عیوب، صفر است. عایق در عوض، جریان نشتی بین شیلدهای داخلی و خارجی رخ می‌دهد، که اهمیتی ندارد زیرا این جریان به جای دستگاه تحت آزمایش، توسط مدار بافر تأمین می‌شود و بر اندازه‌گیری‌ها تأثیری نخواهد داشت. این فنّ می‌تواند تقریباً کامل جریان نشتی را حذف کند، اما در فرکانس‌های بسیار بالا کارایی کمتری دارد زیرا بافر نمی‌تواند ولتاژ اندازه‌گیری شده را به دقت دنبال کند.